# Herzogtum Litauen
Das Herzogtum Litauen (Latein: Ducatus Lithuaniae; Litauisch: Lietuvos kunigaikštystė) war ein feudales Herzogtum ethnischer Litauer, die vom 13. Jahrhundert bis 1413 existierte. Während des Großteils seines Bestehens war es ein konstituierender Teil und das Kerngebiet des Großherzogtums Litauen. Andere alternative Bezeichnungen für diese territoriale Formation, die in verschiedenen Perioden verwendet wurden, waren Aukštaitija oder Land Litauen (13. Jahrhundert), Herzogtum Vilnius (14. – frühes 15. Jahrhundert), Litauen im engeren Sinne oder schlicht Litauen.

## Geschichte

### Beschreibung
Das Herzogtum entstand im zentralen und östlichen Teil des heutigen Litauens, bekannt als Aukštaitija oder das Land Litauen (Lietuvos žemė auf Litauisch). Vermutlich bildete es sich im Zentrum Litauens am linken Ufer des Flusses Neris und dehnte sich rasch ostwärts aus. Dieses Gebiet wurde im Jahr 1009 als Litua erwähnt (siehe Name Litauens). Das Territorium wurde von Anführern eines ethnisch litauischen Stammes, den Aukštaiten oder „Litauern“ im ursprünglichen Sinne des Begriffs, beherrscht.
Nach der Ausdehnung des litauischen Staates im 13. Jahrhundert, als er als Großherzogtum Litauen und Königreich Litauen (1251–1263) bekannt wurde, entwickelte sich das Herzogtum Litauen zu einer Verwaltungseinheit, die von Herzögen regiert und dynastisch vererbt wurde. Das Hauptverwaltungszentrum des Herzogtums könnte bis zum späten 13. Jahrhundert in Kernavė gelegen haben.
Es ist möglich, dass das Herzogtum Litauen, das ab dem 14. Jahrhundert als Herzogtum Vilnius bekannt wurde, aus dem östlichen Teil des ursprünglichen Herzogtums Litauen unter der Herrschaft des Großherzogs Vytenis Ende des 13. Jahrhunderts hervorging. Der südwestliche Teil wurde zu einem separaten Herzogtum Trakai, das unter der Herrschaft von Gediminas stand, der sich in der neu erbauten Burg von Senieji Trakai niederließ. Sicher ist, dass das Herzogtum Trakai zu Beginn der Herrschaft von Kęstutis im Jahr 1337 als dessen Herrschaftsgebiet bestand und als Vorläufer der späteren Woiwodschaft Trakai gilt.
Der letzte Herzog von Litauen (Dux Lithuaniae auf Latein) war Vytautas der Große, der das Herzogtum durch den Astrava-Vertrag von 1392 von Jogaila erhielt, der es seinerseits von seinem Vater Algirdas geerbt hatte. Ab 1397 hatte das Herzogtum den Status einer Ältestenschaft, vergleichbar mit der Ältestenschaft von Samogitien. Nach der Verwaltungsreform von 1413, die Vytautas auf Grundlage der Union von Horodło durchführte, wurde das Herzogtum Teil der neu gegründeten Woiwodschaft Vilnius des Großherzogtums Litauen.

### Als Teil des Großherzogtums
Nach der Expansion des litauischen Staates entwickelte sich das Herzogtum Litauen zunehmend zu einer Verwaltungseinheit innerhalb des Großherzogtums Litauen, insbesondere unter der Herrschaft von Fürsten wie Gediminas, der den Staat stark erweiterte. Im 14. Jahrhundert wurde das Herzogtum selbst zu einem Teil des größer werdenden Großherzogtums, und Teile davon wurden neu aufgeteilt. Während das Gebiet um Vilnius zum Herzogtum Vilnius wurde, entstand das Herzogtum Trakai im Südwesten unter der Herrschaft von Gediminas und später Kęstutis. Diese Herzogtümer bildeten fortan wichtige Verwaltungsregionen innerhalb des Großherzogtums und wurden oft von Mitgliedern der herrschenden Dynastie kontrolliert.
Das Herzogtum Litauen blieb in dieser Zeit ein bedeutendes Lehen, das von Herrschern des Großherzogtums – wie Vytautas dem Großen – als zentraler Machtbereich regiert wurde. Durch den Vertrag von Astrava (1392) erhielt Vytautas das Herzogtum Litauen von Jogaila zurück, was seine Autorität festigte. Zu diesem Zeitpunkt hatte das Herzogtum bereits einen Status, der mit der Ältestenschaft von Samogitien vergleichbar war, und es fungierte eher als Verwaltungszentrum innerhalb des Großherzogtums.
Mit der Union von Horodło im Jahr 1413 unterzogen Vytautas und Jogaila das Großherzogtum einer tiefgreifenden Verwaltungsreform. Diese Reform führte zur Auflösung des Herzogtums Litauen als unabhängige Verwaltungseinheit und zu seiner Integration in die neu gegründete Woiwodschaft Vilnius. Dadurch wurde das ehemalige Herzogtum offiziell Teil einer größeren Verwaltungsstruktur, die das Großherzogtum stärker zentralisierte und mit dem Königreich Polen verband.